# Детская клиническая университетская больница
Детская клиническая университетская больница (латыш. Bērnu Klīniskā Universitātes Slimnīca (BKUS)) – одна из университетских больниц Латвии, расположенная в Риге. Это многопрофильное медицинское учреждение, основной корпус которого находится в районе Торнякалнс, но также имеет филиал в районе Югла. В больнице имеется около 20 отделений. Ежегодно в стационаре  медицинскую помощь получают около 15 тысяч пациентов. Больница оказывает платные государственные медицинские услуги детям как амбулаторно (поликлиника, многофункциональное отделение), так и стационарно.

## История
Яков Армитстедс (1826–1879), старейшина Рижской Большой гильдии, в своем завещании завещал городу капитал в 500 000 рублей, который он выделил на строительство детской больницы в Торнякалне на Елгавском шоссе напротив старой маслобойни «Шмитас». Проект разработал главный архитектор города Риги Рейнгольд Шмелинг, строительные работы начались 10 июня 1895 года, а 20 сентября 1899 года (2 октября по новому стилю) открылась Рижская детская больница имени Джеймса Армистеда на со скорой помощью. В больнице имелись хирургическое, скарлатинозное, дифтерийное, инфекционное отделения, изолятор. Больница состояла из каменного административного корпуса, шести кирпичных и трех деревянных одноэтажных зданий. Первым директором детской больницы и главным врачом отделений внутренних и инфекционных болезней был Иоганн Бернхард Шварц, а главным врачом хирургического отделения — Пауль Клемм. С 1919 года директором больницы был Андрейс Приедкалнс. В январе 1922 года два отделения больницы на 60 коек были переданы в управление Детской клиники медицинского факультета, руководителем клиники стал профессор Эдуардс Гартье. С 1923 года директором больницы был Аугуст Петерсонс, с 1925 года Екабс Ниманис, позже Артурс Плуме. После Второй мировой войны название больницы было Рижская городская детская клиническая больница, Гедимин Эбельс работал заведующим отделением детских болезней. В 1965 году больница была передана из ведения города Риги в ведение Министерства здравоохранения и переименована в Республиканскую детскую клиническую больницу. В 1972 году построен многоэтажный корпус на 400 коек. 30 августа 1995 года постановлением Кабинета Министров больница была передана в ведение Латвийской медицинской академии, но в конце 1999 года ее снова отключили, так как в конце 1998 года медицинский факультет Латвийского университета был восстановлен и не имел собственной клинической базы. 2 декабря 2004 г. к ней присоединилась «Детская клиническая больница Гайльэзерс», а в 2006 г. – «Реабилитационная больница Огре».